# Pycnopanelus parvicollis
Pycnopanelus parvicollis är en skalbaggsart som beskrevs av D'orbigny 1913. Pycnopanelus parvicollis ingår i släktet Pycnopanelus och familjen bladhorningar. Inga underarter finns listade i Catalogue of Life.